# 코지마 하루나
코지마 하루나(일본어: 小嶋 陽菜, 1988년 4월 19일 ~ )는 일본의 모델, 아이돌, 배우이며, 여성 아이돌 그룹 전 AKB48 팀A의 멤버이다. 애칭은 코지하루.
사이타마현 우라와 시(현 사이타마시)출신. 프로덕션 오기(업무 제휴 : Mama & Son) 소속.

## 내력
2000년
- 12월 4일부터 BS아사히 《Harajuku 론챠즈》에 출연. 2003년 9월 28일까지 출연했다. 당시는 스타더스트 프로모션에 소속해 있었다.

2005년
- 10월 30일, 《AKB48 오프닝 멤버 오디션》에 합격(응모 총수 7,924명, 최종 합격자 24명).
- 12월 8일, 오프닝 멤버 후보생중 20명으로서, AKB48 극장 그랜드 오픈의 무대에 섰다(구 팀A에 소속).

2006년
- 10월 25일, AKB48로서 싱글 〈만나고 싶었어〉로, 데프스타 레코드로부터 메이저 데뷔.

2007년
- 7월 3일, 다카하시 미나미·미네기시 미나미와 함께, office48에서 프로덕션 오기로 이적.
- 7월 6일, TBS 《야마다 타로 이야기》로, 드라마 첫 출연.

2008년
- 2월 23일, TV 아사히 《코인로커 이야기》로, 텔레비전 드라마 첫 주연.
- 9월, 타카하시 미나미·미네기시 미나미와 유닛 〈노스리브스〉결성. 11월 26일, 1st 싱글 〈Relax!〉로 데뷔.

2009년
- 4월 1일, 《AKB 아이돌링!!!》의 멤버로서 〈츄 하자구!〉 발매.
- 6월부터 7월에 걸쳐 실시된 《AKB48 13th 싱글 선발 총선거 〈신께 맹세코, 진짜입니다〉》에서는 6위로, 미디어 선발이 되었다.

2010년
- 5월부터 6월에 걸쳐 실시된 《AKB48 17th 싱글 선발 총선거 〈어머니께 맹세코, 진짜입니다〉》에서는 7위로, 미디어 선발이 되었다.
- 9월 21일에 개최된 《AKB48 19th 싱글 선발 가위바위보 대회》에서는 3위로, 미디어 선발이 되었다.

2011년
- 5월부터 6월에 걸쳐 실시된 《AKB48 22nd 싱글 선발 총선거 〈올해도 진짜입니다〉》에서는 6위로, 미디어 선발이 되었다.
- 9월 20일에 개최된 《AKB48 24th 싱글 선발 가위바위보 대회》에서는 베스트 16으로, 선발이 되었다.
- 12월, 시세이도의 헤어 케어 브랜드 《TSUBAKI》의 신 뮤즈로 취임해, 에비하라 유리, 미즈하라 키코, 러지얼, 협희기, 사샤 피보바로바와 공동 출연한 CM가 같은 달 9일부터 방송 개시.

2012년
- 5월부터 6월에 걸쳐 실시된 《AKB48 27th 싱글 선발 총선거》에서는 7위로, 선발이 되었다.
- 8월 24일, 《AKB48 in TOKYO DOME ~1830m의 꿈~》 첫날 공연에서, 팀B로 이동하는 것이 발표되었다.

2013년
- 1월 5일, 경마 버라이어티 프로그램 《우마즈킷!》(후지 TV)의 MC로 기용된다.
- 3월 17일, 사이타마 시 관광 선전 부장으로 취임[1].
- 5월부터 6월에 걸쳐 실시된 《AKB48 32nd 싱글 선발 총선거》에서는 9위로, 선발이 되었다[2].

2014년
- 1월 20일, 이날 행해진 〈팀B 웨이팅 공연〉으로 극장 공연 출연 600회를 달성했다.
- 2월 24일, Zepp DiverCity에서 개최된 《AKB48 그룹 대조각 축제》에서, 팀A로 이동하는 것이 발표되었다[3].
- 5월부터 6월에 걸쳐 실시된 《AKB48 37th 싱글 선발 총선거》에서는 8위로, 선발이 되었다[4].

2015년
- 6월 개표의 《AKB48 41st 싱글 선발 총선거》에 입후보하지 않는 것을 표명[5].

2016년
- 《AKB48 45th 싱글 선발 총선거》에서 고지마 하루나 본인으로서 입후보하지 않았지만, 〈냥냥가면〉 명의로 입후보했다. 그 해 6월 18일 개표 행사에서는 시기 미정면서 AKB48를 졸업하는 것을 발표했다.
- 10월 22일, SHOWROOM의 생착신 방송에서, 2017년 2월 22일에 국립 요요기 경기장 제1체육관에서 졸업 콘서트 《고지마츠리 ~고지마 하루나 감사제~》를 개최하는 것을 발표했다.

2017년
- 2월 22일, 국립 요요기 경기장 제1체육관에서 졸업 콘서트 《고지마츠리 ~고지마 하루나 감사제~》를 개최.
- 4월 19일, AKB48 극장에서 행해진 졸업 공연으로 인해 AKB48 졸업.

2017년
- 9월 5일, SHOWROOM을 통해서 프로덕션 오기의 계열사인 'Mama & Son "파트너쉽 (업무 제휴)의 형태로 소속되어 있는 것으로 발표했다.

## 인물
- 극도의 운동치로, 몸이 유연하지 않다[6].
- 우라와 레드 다이아몬즈의 팬. 좋아하는 선수는 Washington Stecanela Cerqueira[7].
- 남동생이 있다[8].
- 코마타니 히토미와 다카하시 아이와 오오시마 유코와 친구 관계. 마리에[9]와 마스다 에리나(TBS 아나운서)[10]는 10년된 친구이다.
- 주된 애칭은 〈고지하루〉이지만, 마에다 아츠코에게는 〈냥냥〉[11], 시노다 마리코에게는 〈냐로〉[12], 오오시마 유코에게는 〈히메〉[13], 오오시마 마이로부터는 〈고지하〉로 불리는 등 다양한 애칭이 있다.
- 영향을 받은 아티스트는 SPEED, 체킷코, EARTH[14]. 또 모닝구무스메의 곡을 전반적으로 좋아하고, 특히 〈Go Girl ~사랑의 빅토리~〉를 좋아하며, 가라오케에서 자주 노래한다[15].

### AKB48 관련
- 캐치프레이즈는 데뷔 이래 〈사이타마 현으로부터 왔습니다. 고지하루 고지마 하루나입니다〉를 사용. 향토애가 강하고, 자칭 〈팀 사이타마〉의 멤버[16].
- 오디션에 응모한 이유에 대해서, 응모 방법이 휴대 전화로 자신의 사진을 촬영 후 메일에 첨부·송신하는 것 뿐이었기 때문에, 〈응모의 간판을 보았을 때에, 우연히 사진이 귀엽게 찍혔기 때문에 보내 버렸다〉라고 말하고 있다.
- AKB48 멤버에서 유일, 28th 싱글 〈UZA〉까지의 전 표제곡에 선발되었다.
- 노스리브스에서는 〈마이 페이스 담당〉이 되고 있다.

## AKB48에서의 참가곡

### 싱글 CD 곡
- 桜の花びらたち / 벚꽃의 꽃잎들
- スカート、ひらり / 스커트, 휘이익

### 싱글 CD 선발곡
- 会いたかった / 만나고 싶었어
- 制服が邪魔をする / 교복이 방해를 해
- 軽蔑していた愛情 / 경멸하고 있던 애정
- BINGO!
- 僕の太陽 / 나의 태양
- 夕陽を見ているか? / 석양을 보고 있니?
- ロマンス、イラネ / 로맨스, 필요 없어
- 桜の花びらたち2008 / 벚꽃의 꽃잎들 2008
- Baby! Baby! Baby!
- 大声ダイヤモンド / 큰 목소리 다이아몬드
- 10年桜 / 10년 벚꽃
- 涙サプライズ! / 눈물 서프라이즈!
- 言い訳Maybe / 변명 Maybe
- RIVER
- 桜の栞 / 벚꽃 책갈피
- ポニーテールとシュシュ / 포니테일과 슈슈
  - マジジョテッペンブルース / 마지여고 정상 블루스
- ヘビーローテーション / 헤비 로테이션
  - 野菜シスターズ / 야채 시스터즈 - 야채 시스터즈 명의
  - ラッキーセブン / 럭키 세븐
- Beginner
- チャンスの順番 / 찬스의 차례
  - 予約したクリスマス / 예약해둔 크리스마스
  - 胡桃とダイアローグ / 호두와 다이얼로그 - 팀A 명의
- 桜の木になろう / 벚나무가 되리
- 誰かのために -What can I do for someone?- / 누군가를 위해서 -What can I do for someone?-
- Everyday、カチューシャ / Everyday, 카츄샤
  - これからWonderland / 지금부터 Wonderland
- フライングゲット / 플라잉 겟
  - 青春と気づかないまま / 청춘이란 걸 깨닫지 못한 채
  - 野菜占い / 야채 점 - 야채 시스터즈 2011 명의
- 風は吹いている / 바람은 불고 있어
- 上からマリコ / 위에서부터 마리코
  - ノエルの夜 / 노엘의 밤
  - 隣人は傷つかない / 이웃은 상처받지 않아 - 팀A 명의
- GIVE ME FIVE! (신시사이저 담당)
  - 羊飼いの旅 / 목동의 여행 - 스페셜 걸즈B 명의
- 真夏のSounds good ! / 한여름의 Sounds good !
- ギンガムチェック / 깅엄 체크
  - 夢の河 / 꿈의 강
- UZA
  - 正義の味方じゃないヒーロー / 정의의 아군이 아닌 영웅 - 팀B 명의
- 〈永遠プレッシャー 영원 프레셔〉에 수록
  - とっておきクリスマス / 소중한 크리스마스
  - 永遠より続くように / 영원보다 계속 되도록 - OKL48 명의
- So long !
  - そこで犬のうんち踏んじゃうかね? / 거기서 개의 똥 밟아버릴까? - 우메다 팀B 명의
- さよならクロール / 안녕 크롤
  - ロマンス拳銃 / 로맨스 권총 - 팀B 명의
  - ハステとワステ / 하스테와 와스테 - BKA48 명의
- 恋するフォーチュンクッキー / 사랑하는 포춘 쿠키
  - 最後のドア / 마지막 문
  - 涙のせいじゃない / 눈물 탓이 아니야
- ハート・エレキ / 하트 일렉트릭 기타
  - Tiny T-shirt - 팀B 명의
- 〈鈴懸の木の道で「君の微笑みを夢に見る」と言ってしまったら僕たちの関係はどう変わってしまうのか、僕なりに何日か考えた上でのやや気恥ずかしい結論のようなもの 플라타너스 나무가 서 있는 길에서 「네 미소가 꿈에 나왔어」라고 말해버린다면 우리들의 관계는 어떻게 변하는 걸까, 나 나름대로 며칠이고 생각해본 후의 조금 부끄러운 결론처럼〉에 수록
  - Mosh & Dive
  - Party is over
- 前しか向かねえ / 앞 밖에 보지 않아
- ラブラドール・レトリバー / 래브라도 리트리버
  - 君は気まぐれ / 넌 변덕쟁이 - 팀A 명의
  - 今日までのメロディー / 오늘까지의 멜로디
  - 2人はデキテル / 두 사람은 그렇고 그런 사이
- 心のプラカード / 마음의 플래카드
- 望的リフレイン / 희망적 리프레인
  - 従順なSlave / 고분고분한 Slave - 팀A 명의
  - 風の螺旋 / 바람의 나선 - 고지자카46 명의
- Green Flash
  - 春の光 近づいた夏 / 봄의 빛 다가온 여름
  - 履物と傘の物語 / 신발과 우산 이야기
- 僕たちは戦わない / 우리는 싸우지 않아
  - 君の第二章 / 너의 제2장
- 〈ハロウィン・ナイト 할로윈 나이트〉에 수록
  - 一歩目音頭 / 첫발째 음두
- 唇にBe My Baby / 입술에 Be My Baby
  - 365日の紙飛行機 / 365일의 종이비행기
  - やさしいplace / 상냥한 place - 팀A 명의
  - 背中言葉 / 등 너머로 하는 말
- 君はメロディー / 너는 멜로디
  - 混ざり合うもの / 서로 섞이는 것 - 노기자카AKB 명의
  - M.T.に捧ぐ / M.T.에 바친다 - 팀A 명의

AKB 아이돌링!!! 명의
- チューしようぜ! / 츄 하자구!

### 극장 공연 유닛곡
팀A 1st Stage 〈PARTY가 시작돼요〉 공연
1. スカート、ひらり / 스커트, 휘이익 (스카히라5, 스카히라7 모두 유닛 참가)
2. キスはだめよ / 키스는 안돼요 (2nd UNIT)

팀A 2nd Stage 〈만나고 싶었어〉 공연
1. 涙の湘南 / 눈물의 쇼난 (2nd UNIT)
2. 恋のPLAN / 사랑의 PLAN
3. 背中から抱きしめて / 등 뒤에서부터 안아줘
4. リオの革命 / 리오의 혁명

팀A 3rd Stage 〈누군가를 위해서〉 공연
1. 蜃気楼 / 신기루
2. 制服が邪魔をする / 교복이 방해를 해

팀A 4th Stage 〈지금 연애 중〉 공연
1. 純愛のクレッシェンド / 순애의 크레셴도

해바라기조 1st Stage 〈나의 태양〉 공연
1. 僕とジュリエットとジェットコースター / 나와 줄리엣과 제트코스터

해바라기조 2nd Stage 〈꿈을 죽게 할 수는 없어〉 공연
1. Bye Bye Bye

팀A 5th Stage 〈연애 금지 조례〉 공연
1. ハート型ウイルス / 하트형 바이러스

THEATER G-ROSSO 〈꿈을 죽게 할 수는 없어〉 공연
1. Bye Bye Bye

※ 코바야시 카나·니토 모에노·마에다 아미의 스탠바이
팀A 6th Stage 〈목격자〉 공연
1. ☆の向こう側 / ☆의 저편

우메다 팀B 웨이팅 공연
1. 抱きしめられたら / 감싸안길 수 있다면

팀A 7th Stage 〈연애 금지 조례〉 공연
1. 黒い天使 / 검은 천사

## 출연

### 영화
- 전염가 (2007년 8월 25일, 쇼치쿠) - 키리코 역
- 극장판 사립 바카레아 고교 (2012년 10월 13일, 쇼게이트) - 미즈하라 마리나 역
- 장밋빛 부코 (2014년 5월 30일, 토호 영상 사업부)

### 텔레비전 드라마
- 야마다 타로 이야기 (2007년 7월 6일 ~ 9월 14일, TBS) - 우스이 코토네 역
- 또 하나의 코끼리등 제2화 (2007년 10월 20일, TV 아사히) - 나미 역
- 죠시데카!-여자형사- 제2화 (2007년 10월 25일, TBS) - 소녀A 역
- 코인 로커 이야기 (2008년 2월 23일 ~ 3월 15일, TV 아사히) - 주연·하야카 미키 역
- 무리한 연애 (2008년 4월 8일 ~ 6월 17일, 칸사이 TV 제작·후지 TV) - 오가와 아사코 역
- 고쿠센 제3시리즈 제6화 (2008년 5월 24일, 닛폰 TV) - 후지무라 사키 역
- 야스코와 켄지 (2008년 7월 12일 ~ 9월 20일, 닛폰 TV) - 신교지 히요코 역
- 멘☆돌 ~이케맨 아이돌~ (2008년 10월 10일 ~ 12월 26일, TV 도쿄) - 주연·와카마츠 아사히/리쿠 역
- 메이의 집사 (2009년 1월 13일 ~ 3월 17일, 후지 TV) - 타케노미야 나오 역
- 마지스카 학원 (2010년 1월 8일 ~ 3월 26일, TV 도쿄 계열 《드라마 24》) - 토리고야 역
- 정말 있던 무서운 이야기 여름 특별편 2010 AKB48 통째로 정령스페셜 〈레인코트의 여자〉 (2010년 8월 24일, 후지 TV) - 본인 역
- 벚꽃으로부터의 편지 ~AKB48 각자의 졸업이야기~ (2010년 2월 26일 ~ 3월 6일, TV 도쿄) - 고지마 하루나 역
- 마지스카 학원 2 제1·8화 (2011년 4월 15일·6월 3일, TV 도쿄) - 토리고야 역
- 미남이시네요 (2011년 7월 15일 ~ 9월 23일, TBS) - NANA 역
- 메구땅은 마법 쓸 수 있어? (2012년 7월 7일 ~ 12월 22일, 닛폰 TV) - 주연·메구 역
- PRICELESS~있을 리 없잖아, 그런 거!~ 제3 ~ 5·7 ~ 최종화 (2012년 11월 5일 ~ 11월 19일·12월 3일 ~ 12월 24일, 후지 TV) - 토미자와 모에 역
- So long ! 제3화 (2013년 2월 13일, 닛폰 TV) - 코미야 역
- WONDA×AKB48 쇼트 스토리 〈포춘 쿠키〉 (2013년 7월 7일, 후지 TV) - 고지마 나기사 역
- 후쿠오카 연애 백서 9 달과 태양을 올려다 보며 (2014년 3월 21일, 큐슈 아사히 방송) - 콘도 아키 역 (특별 출연)
- 재판장님! 배가 고픕니다! 제23화 (2014년 3월 30일, 닛폰 TV) - 피고인·고지마 하루나(본인) 역
- 아오이 호노오 (2014년 7월 ~ 9월, TV 도쿄) - 코가라시 마스미 역
- 마지스카 학원 4 제1화 (2015년 1월 19일, TV 도쿄) - 고지하루 역
- 세 마을 이야기 Episode3 (2015년 6월 7일, TBS) - 오이카와 치히로 역
- 마지스카 학원 5 제2화 (2015년 8월 25일, 닛폰 TV) - 토리고야 역

### WEB 드라마
- 언령의 여자들. (2010년 7월 5일 ~ 7월 26일, LISMO Channel) - 주연·에리나 역
- 속편·언령의 여자들. (2011년 6월 3일 ~ , LISMO Channel) - 주연·에리나 역

### CM·광고
- METAL GEAR SOLID HD EDITION (2011년 11월 ~ , 코나미 디지털 엔터테인먼트)
- TSUBAKI (2011년 12월 9일 ~ , 시세이도)
- 하이드로실크 (2012년 2월 11일 ~ , 시크 재팬)
- 동해당 월병 (2012년 8월 ~ , 동해당·홍콩)
- 영화 〈백설공주와 거울의 여왕〉 예고편 (2012년 9월 상순 ~ , 가가) ※내레이션
- 피치 존 (2013년 2월 ~ )
- 모바일 게임 〈다크 사마나〉 (2013년 2월 ~ , 에이팀)
- Kissmore (2014년 2월 ~ , 엑시아)
- 트러풀 연고 〈고지하루, 트러풀〉 편 (2014년 3월 15일 ~ , 다이이치 산쿄 헬스케어)
- BUYMA 〈세계를 살 수 있다〉 문 편, 〈고지마 하루나×수영복〉 편 (2015년 6월 16일 ~ , enigmo)

### PV
- おねだりシャンパン / 조르는 샴페인 (2011년 8월 17일, SDN48·언더 걸즈A)
- 君と踊ろう / 그대와 춤추자 (2014년 4월 30일, LUHICA feat. NABE)

### 버라이어티 등
- Harajuku 론챠즈(2000년 12월 ~ 2003년 3월, BS아사히)
- 미타케 우라나이 속박 코너 (2006년 5월 ~ 7월·9월, TV 아사히 계열)
- AKB1시59분!→AKB0시59분!→AKBINGO! (2008년 1월 24일 ~ 부정기 출연, 닛폰 TV)
- AKB48 네모우스 TV (패밀리 극장)
  - 스페셜 (2008년 12월 24일)
  - Season2 (2009년 7월 10일·17일<지난주의 영상만>·9월 11일<비디오 메시지만>)
  - Season3 (2009년 10월 9일·16일·11월 6일·13일)
  - Season4 (2010년 7월 4일·11일)
  - Season5 (2010년 11월 21일<비디오 메시지만>)
- 스이엔사 (2009년 6월 7일·8월 20일, NHK 교육)
- 주간AKB (2009년 7월 10일 ~ 부정기 출연, TV 도쿄)
- 아리요시 AKB 공화국 (2010년 3월 29일 - 레귤러 출연, TBS)
- PON! (2010년 4월 2일 ~ , 닛폰 TV) - 월요일 레귤러 (2011년 3월 28일 이전에는 금요일 레귤러)
- 나루호도! 하이스쿨 (2010년 5월 30일·10월 9일·2011년 4월 21일 ~ 2012년 3월 8일, 닛폰 TV)
- AKB와××! (2010년 7월 13일·8월 10일·9월 28일·11월 25일·12월 23일, 요미우리 TV)
- 하나마루 마켓 (2011년 1월 4일, TBS 계열) - 노스리브스로서 출연.
- AKB-급 구루메 스타디움 (2011년 1월 9일, 음식과 여행의 푸디스 TV)
- AKB48 꽁트 〈미묘~〉 (2011년 9월 29일·10월 6일, 히카리 TV)
- 미묘~한 문 AKB48의 가치챠레 (2012년 7월 13일, 히카리 TV)
- 스낵 카페 에덴 (2012년 10월 21일 ~ 2013년 3월 24일, 후지 TV) - 나기사 역
- 우마즈킷! (2013년 1월 5일 ~ , 후지 TV)
- 더비 형사 (2014년 5월 19일 ~ 22일, 후지 TV)

### 라디오
- AKB48 내일까지 좀 더. (부정기, 분카 방송)
- 노스리브스의 〈주간 노스리부〉 (2009년 10월 9일 ~ , 닛폰 방송)
- 타카하시 미나미·고지마 하루나·미네기시 미나미·노스리브스의 올나이트 닛폰R (2009년 11월 28일·2010년 4월 23일, 닛폰 방송)
- AKB48의 올나이트 닛폰 (부정기, 닛폰 방송)

### Web
- 죠시데카! -여자 형사- 웨비소드 (2007년 10월 1일, TBS BooBoBOX)
- Yahoo! 라이브 토크 (2008년 1월 8일·6월 10일·11월 22일, Yahoo! JAPAN)
- Girls☆인터뷰 (Web De-View)

## 타이업
| 악곡                                   | 타이업                                                      | 수록작품                                     |
| -------------------------------------- | ----------------------------------------------------------- | -------------------------------------------- |
| 明後日、ジャマイカ 내일 모레, 자메이카 | KDDI au LISMO 오리지널 드라마 《속편·언령의 여자들》 주제가 | 노스리브스 7th 싱글 〈입술 닿지 않고…〉 수록 |

## 서적

### 사진집
- 고지하루 (2009년 11월 6일, 슈에이샤) ISBN 978-4-08-780547-5
- 여자들의 신(여신) (2011년 3월 15일, 슈에이샤) ISBN 978-4-08-780596-3
- 1st 포토 북 고지하루 (2013년 12월 24일, 코단샤) ISBN 978-4063898008 {{isbn}}의 변수 오류: 유효하지 않은 ISBN.
- 어떻게 할래? (2015년 3월 24일, 타카라지마샤) ISBN 978-4-8002-3827-6

### 캘린더
- 고지마 하루나 2010년 캘린더 (2009년 10월 28일, 하고로모)
- 고지마 하루나 2011년 캘린더 (2010년 10월 13일, 하고로모)
- 고지마 하루나 2012년 캘린더 (2011년 11월 19일, 하고로모)
- 고지마 하루나 2012 TOKYO 데이트 캘린더 (2011년 11월 29일, 하고로모)
- 고지마 하루나 캘린더 2013년 (2012년 11월 30일, 하고로모)
- 탁상 고지마 하루나 캘린더 2013년 (2012년 12월 7일, 하고로모)
- 벽걸이 고지마 하루나 캘린더 2014년 (2013년 12월 6일, 하고로모)
- 탁상 고지마 하루나 캘린더 2014년 (2013년 12월 6일, 하고로모)

### 잡지 연재
- MAQUIA (2010년 4월 ~ , 슈에이샤) - 전속 모델 〈고지하루의 두근거리는 코스프레★메이크업〉을 연재.